# Яблоко раздора

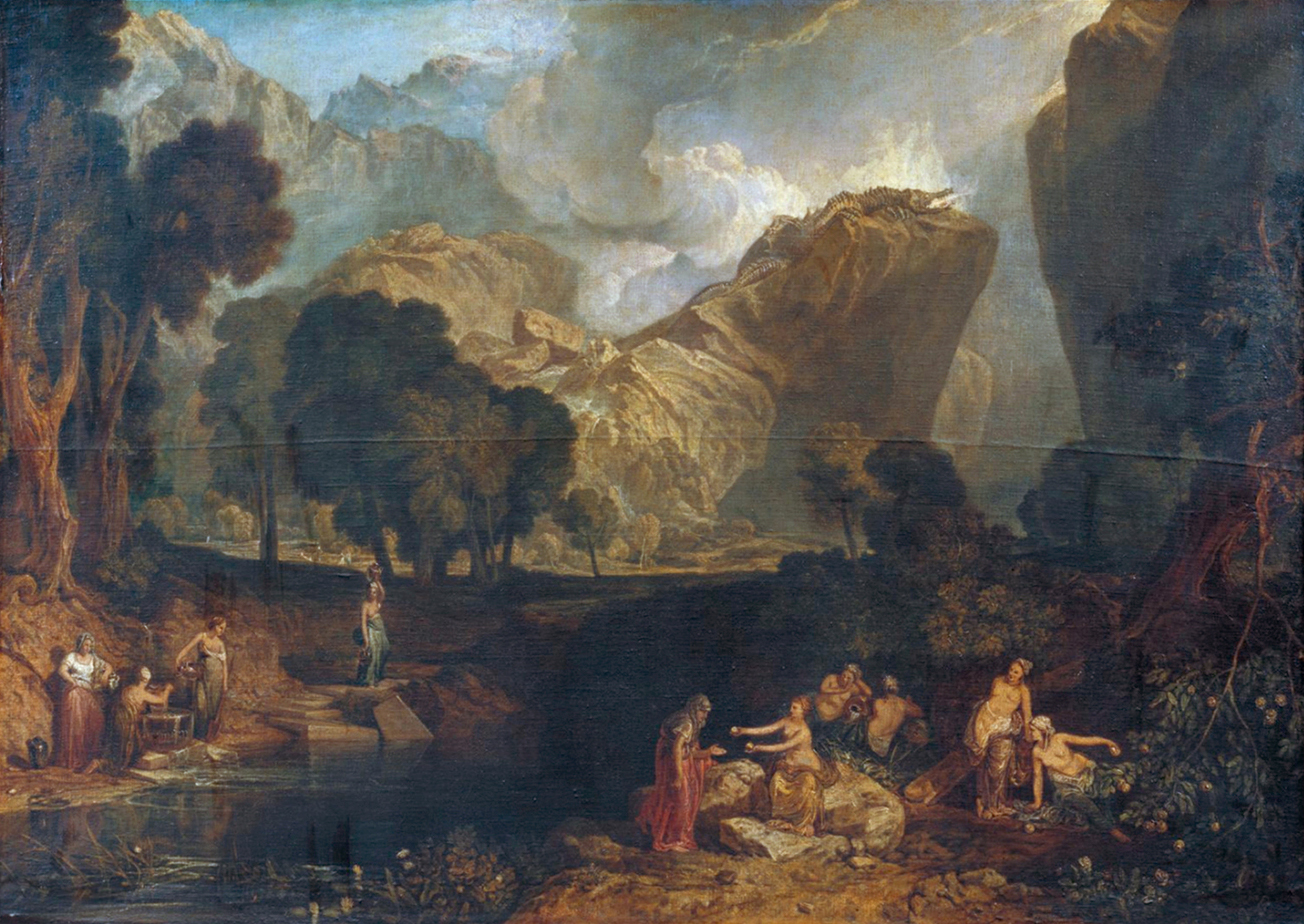
Дж. М. У. Тернер, Богиня раздора выбирает яблоко раздора в Саду Гесперид

Я́блоко раздо́ра (др.-греч. μῆλον ἀέθλιον), или я́блоко Эри́ды (др.-греч. τὸ τῆς Ἔριδος μῆλον), — в древнегреческих мифах золотое яблоко, на котором было написано «прекраснейшей» (др.-греч. τῇ καλλίστῃ), подброшенное богиней раздора Эридой на пиршественный стол во время свадьбы Пелея и Фетиды.
По легенде, это золотое яблоко стало причиной ссоры трёх богинь — Геры, Афины и Афродиты. Рассудить их был призван юноша Парис. Они пытались склонить его на свою сторону, обещая сделать его самым могущественным правителем (Гера), самым храбрым героем (Афина) или обладателем самой прекрасной женщины (Афродита). Он присудил это яблоко Афродите, которая за это помогла ему выкрасть Елену, жену спартанского царя Менелая. Это стало причиной Троянской войны. Поэтому выражение «яблоко раздора» превратилось в образное обозначение любой незначительной вещи или события, которое может привести к масштабным, непредсказуемым и, зачастую, разрушительным последствиям.
По-видимому, первым, кто употребил выражение «яблоко раздора» в современном смысле, стал римский историк Юстин во II веке нашей эры.
Является одним из религиозных символов дискордианства.